# Шиннекок
Шиннекок (англ. Shinnecock Reservation) — индейская резервация, расположенная в американском штате Нью-Йорк на острове Лонг-Айленд.

## История
В 1859 году были официально установлены границы индейской резервации Шиннекок, площадь которой составляла около 800 акров. В 2010 году шиннекоки получили федеральное признание как племя, статус, которого они добивались в течение 32 лет. Исполняющий обязанности первого заместителя помощника министра по делам индейцев Джордж Скибайн опубликовал окончательное определение признанного статуса племени 13 июня 2010 года.
Первым министром внутренних дел США, прибывшим в индейскую резервацию, была Салли Джуэлл, посетившая её в 2015 году. Вместе с ней, в Шиннекок приехал Кевин Уошберн, помощник министра по делам индейцев. Одной из целей визита было освещение инициатив в области возобновляемых источников энергии.

## География
Резервация расположена на юго-востоке острова Лонг-Айленд в восточной части округа Саффолк, близ города Саутгемптон. Шиннекок одна из двух индейских резерваций, находящихся на Лонг-Айленде, другая — Пуспатак.
Общая площадь резервации составляет 3,494 км². Штаб-квартира племени находится в городе Саутгемптон.

## Демография
Согласно федеральной переписи населения 2000 года средний доход на одно домашнее хозяйство в индейской резервации составлял 14 055 долларов США, а средний доход на одну семью — 14 143 доллара. Мужчины имели средний доход в 28 750 долларов в год против 13 750 долларов среднегодового дохода у женщин.  Доход на душу населения в резервации составлял 8 843 доллара в год. Около 61,3 % семей и 50,6 % всего населения находились за чертой бедности, в том числе 66,1 % тех, кому ещё не исполнилось 18 лет, и ни один из тех, кому было 65 лет или старше.
По данным федеральной переписи населения 2010 года в Шиннекоке проживало 662 человека, насчитывалось 256 домашних хозяйств и 204 жилых дома. Плотность населения резервации составляла 195,5 чел./км².  Расовый состав по данным переписи распределился следующим образом: 6,04 % белых, 4,53 % афроамериканцев, 76,59 % индейцев, 0,45 % азиатов, 0,03 % представителей других рас и 12,08 % представителей двух или более рас. Испаноязычные или латиноамериканцы любой расы составили 6,34 %.
Из 256 домашних хозяйств в 36,3 % — воспитывали детей в возрасте до 18 лет, 11,7 % — пустуют, 8,6 % — сдаются в аренду.
Население резервации по возрастному диапазону по данным переписи 2010 года распределилось следующим образом: 24,5 % — жители младше 18 лет, 4,2 % от 18 до 20 лет, 7,4 % — между 20 и 24 годами, 11,3 % — от 25 до 34 лет, 18,7 % — от 35 до 49 лет, 21,3 % — от 50 до 64 лет и 12,5 % — в возрасте 65 лет и старше. На каждые 100 женщин приходилось 88,1 мужчина.
В 2020 году в резервации проживало 819 человек. Расовый состав населения: белые — 28 чел., афроамериканцы — 30 чел., коренные американцы (индейцы США) — 713 чел., азиаты — 2 чел., океанийцы — 0 чел., представители других рас — 7 чел., представители двух или более рас — 39 человек. Испаноязычные или латиноамериканцы любой расы составили 47 человек. Плотность населения составляла 234,4 чел./км².

## Комментарии
1. ↑  В состав резервации входит часть населённого пункта.